# Барбедьенн, Фердинанд
Фердинанд Барбедьенн (фр. Ferdinand Barbedienne, 6 августа, 1810, Сен-Мартен-де-Френе, Нижняя Нормандия — 21 марта 1892, Париж) — французский литейщик, промышленник, скульптор периода Второй Империи во Франции. Известен изобретением машины для отливки из бронзы миниатюрных реплик знаменитых скульптур. Автор многих статей об искусстве.

## Биография
Сын скромного норманнского фермера, Фердинанд Барбедьенн в 1822 году прошёл обучение у парижского бумагозаводчика. Получив начальный капитал от своего работодателя, в 1834 году он открыл собственный магазин по торговле бумажными обоями, входившими в моду, на улице Нотр-Дам-де-Лоретт в Париже.
В 1836 году инженер, механик и слесарь-инструментальщик Ашиль Колла изобрёл машину для копирования скульптур в уменьшенном масштабе (подобие пантографа, так называемую «réduction mécanique», которая могла работать не только с бронзой, но и с деревом, слоновой костью и другими материалами. Ему приписывается «изменение всей бронзовой промышленности».
Барбедьенн придумал выставлять на продажу вместе с обоями небольшие бронзовые статуэтки для украшения дома. В 1838 году он вместе с Колла основал компанию «Société A. Collas & Barbedienne» для производства и продажи уменьшенных копий скульптур с использованием различных материалов, таких как алебастр, дерево, бронза, слоновая кость и стеатит («мыльный камень»). Компания стала воспроизводить в бронзе и в уменьшённом виде большое количество скульптурных произведений, хранящихся в европейских музеях. Кроме того, компаньоны разработали новые способы патинирования бронзы.
Идея Барбедьенна состояла в том, чтобы демократизировать искусство, сделать его произведения доступными, сохраняя при этом относительную аутентичность шедевров. За это мастер получил прозвание «Гутенберга скульптуры».
Барбедьенн и Колла начали с самых известных произведений: они изготовили миниатюрные реплики скульптур Аполлона Бельведерского, Спинарио (Мальчика, вытаскивающего занозу) и двадцать одну фигуру по мотивам рельефов Парфенона афинского Акрополя. Среди прочего последовали версии группы Лаокоона, Венеры Арльской и Боргезского бойца. Вначале особый интерес вызывали произведения античности, моделями для отливки которых служили слепки Гипсомодельной мастерской (Atelier de Moulage) в Лувре. Затем компания стала производить работы художников эпохи Возрождения, таких как Микеланджело, Донателло, Джованни да Болонья, или французских скульпторов, таких как Жан Гужон, Жан-Франсуа Фламан, Пьер Пюже, Франсуа Жирардон, Антуан Куазево, Кристоф-Габриэль Аллегрен, Этьен-Морис Фальконе, Жак Каффиери, Жан-Антуан Гудон и других. Мастера проявляли интерес и к работам известных современных художников, критериями отбора служили Римская премия, членство в Обществе французских художников или Крест Почётного легиона.
На Национальной выставке 1839 года компаньоны представили уменьшенную копию статуи Венеры Милосской, за что получили серебряную медаль. В 1843 году Барбедьенн подписал свой первый издательский контракт с Франсуа Рюдом на серийное воспроизведение работ художника при его жизни, что быстро принесло компании международное признание. Первый каталог был напечатан в том же году, остальные следовали примерно каждые два-три года.
В 1847 году компания основала в Париже литейную фабрику, после чего Барбедьенн стал членом «Союза фабрикантов» (Réunion des Fabricants). Несмотря на трудности во время Февральской революции 1848 года, деятельность компании расширилась и перешла к производству предметов декорирования интерьера: каминных приборов, люстр и канделябров, мебельных бронзовых накладок, серебряной посуды.
На Всемирной выставке 1851 года в Лондоне компания получила специальную медаль за «полуразмерную репродукцию» восточных бронзовых дверей, Баптистерия во Флоренции, знаменитых «Врат Рая», созданных Лоренцо Гиберти в 1425—1452 годах.
На Всемирной выставке 1855 года в Париже работы мастерской также были удостоены престижных медалей. Барбедьен заключал договоры с художниками о тиражировании их произведений, заложив таким образом юридические основы новой индустрии. Он воспроизводил работы современных скульпторов, таких как Франсуа Рюд, Альбер-Эрнест Каррье-Беллёз, Антуан Бари, Альфред Бари, Эмиль-Кориолан-Ипполит Гиймен, Эммануэль Фремье, Луи Альбер-Лефевр, Фабио Стекки или Эжен Эзелен, а также множество моделей бронзовой мебели, выемчатой или перегородчатой эмали в сотрудничестве с эмальером Альфредом-Полем-Луи Серра.

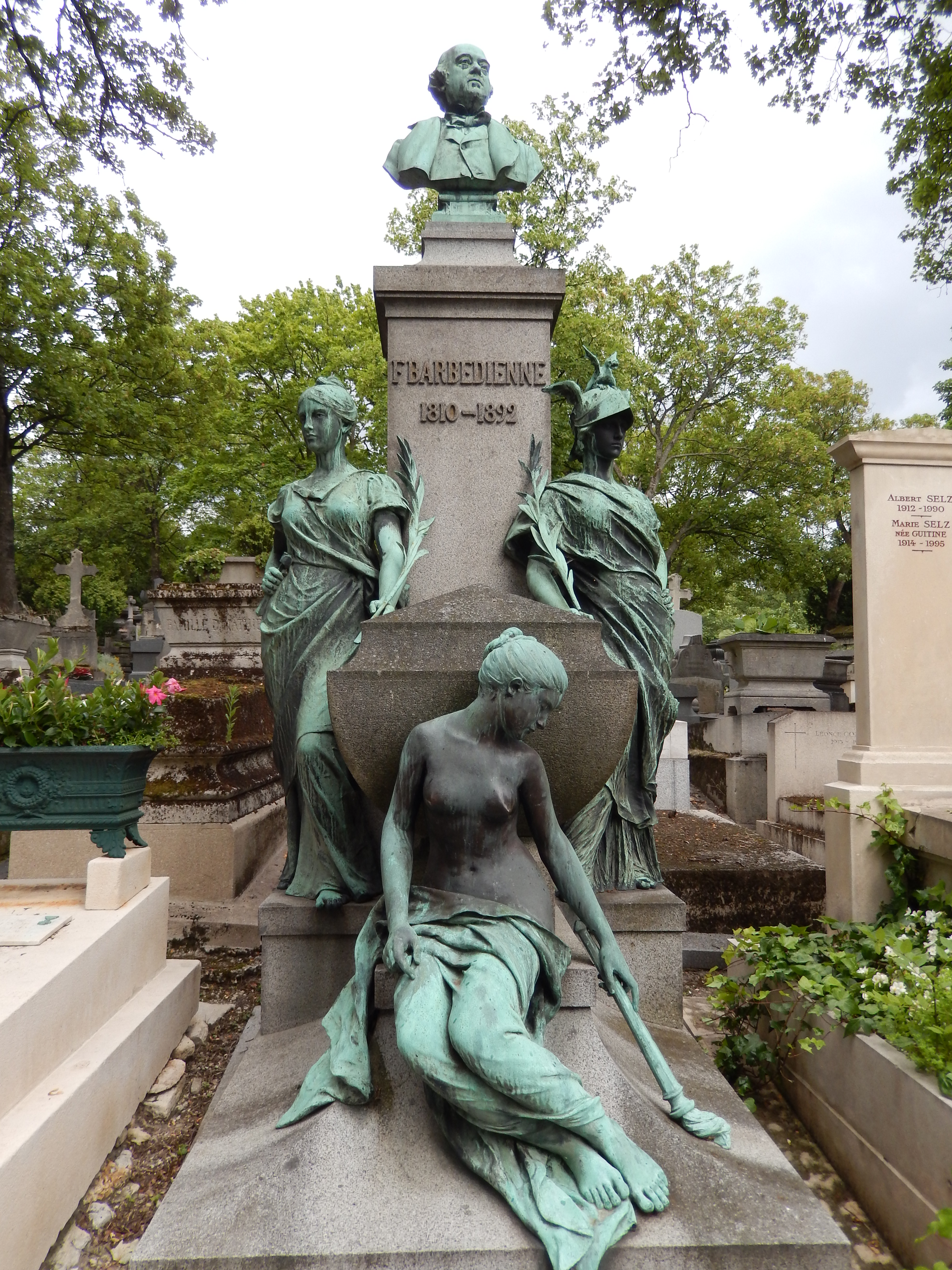
Памятник на могиле Фердинанда Барбедьенна. Кладбище Пер-Лашез, Париж

Компаньоны усовершенствовали процесс дублирования «Collas-Barbedienne» на «цельнокопировальной машине». За это они получили серебряную медаль на Национальной выставке 1844 года в Париже. Это изобретение позволило изготавливать и продавать в больших количествах модели популярных скульптур.
В 1855 году работу в компании в качестве скульптора-орнаменталиста начал известный художник-декоратор Луи-Констан Севен. Когда Ашиль Колла умер в 1859 году, Фердинанд Барбедьенн стал единственным владельцем литейной фабрики, на которой тогда работали триста человек. На Всемирной выставке в Лондоне в 1862 году Барбедьенн получил дополнительные награды. В 1865 году он был избран президентом Союза фабрикантов (Réunion des Fabricants) и занимал эту должность до 1885 года.
Во время франко-прусской войны 1870 года Барбедьенн получил государственный контракт на производство пушек. После войны он снова вернулся к производству скульптур.
7 июля 1874 года Барбедьенн стал кавалером Ордена Почётного легиона. Между 1860 и 1890 годами, чтобы конкурировать с популярными японскими изделиями, Барбедьенн экспериментировал с новыми методами нанесения выемчатой и перегородчатой эмали.
В 1878 году компания представила на Всемирной выставке в Париже монументальные часы в стиле неоренессанс, украшенные эмалевыми вставками Альфреда Серра. Они были удостоены золотой медали. Фабрика Барбедьенна в полном согласии с идеологией и эстетикой периода историзма выпускала изделия в самых разных стилях: от неоготики и неоренессанса до стилей Людовика XIV, рококо, стиля Людовика XVI (неоклассицизма). В подражание восточной мебели и «предметам малых форм» мастера использовали чёрное дерево в сочетании с бронзой, эмалями, перламутром в стилях шинуазри и «японазери».
В 1889 году в каталоге фирмы было 450 предметов разных размеров, созданных разными мастерами. В том же году Барбедьенн создал редукцию Венеры Милосской из алюминия, металла, производство которого в промышленных масштабах в то время только начиналось.
Когда Фердинанд Барбедьенн скончался 21 марта 1892 года в Париже, в его компании работало более шестисот человек. Мастер был похоронен 25 марта 1892 года на кладбище Пер-Лашез (53-й отдел). Его надгробный памятник украшает бюст работы Анри Шапю и три аллегорические статуи работы Альфреда Буше.
Мастерская оказалась успешным предприятием и просуществовала ещё шестьдесят один год после смерти Барбедьенна и была закрыта только в 1952 году.

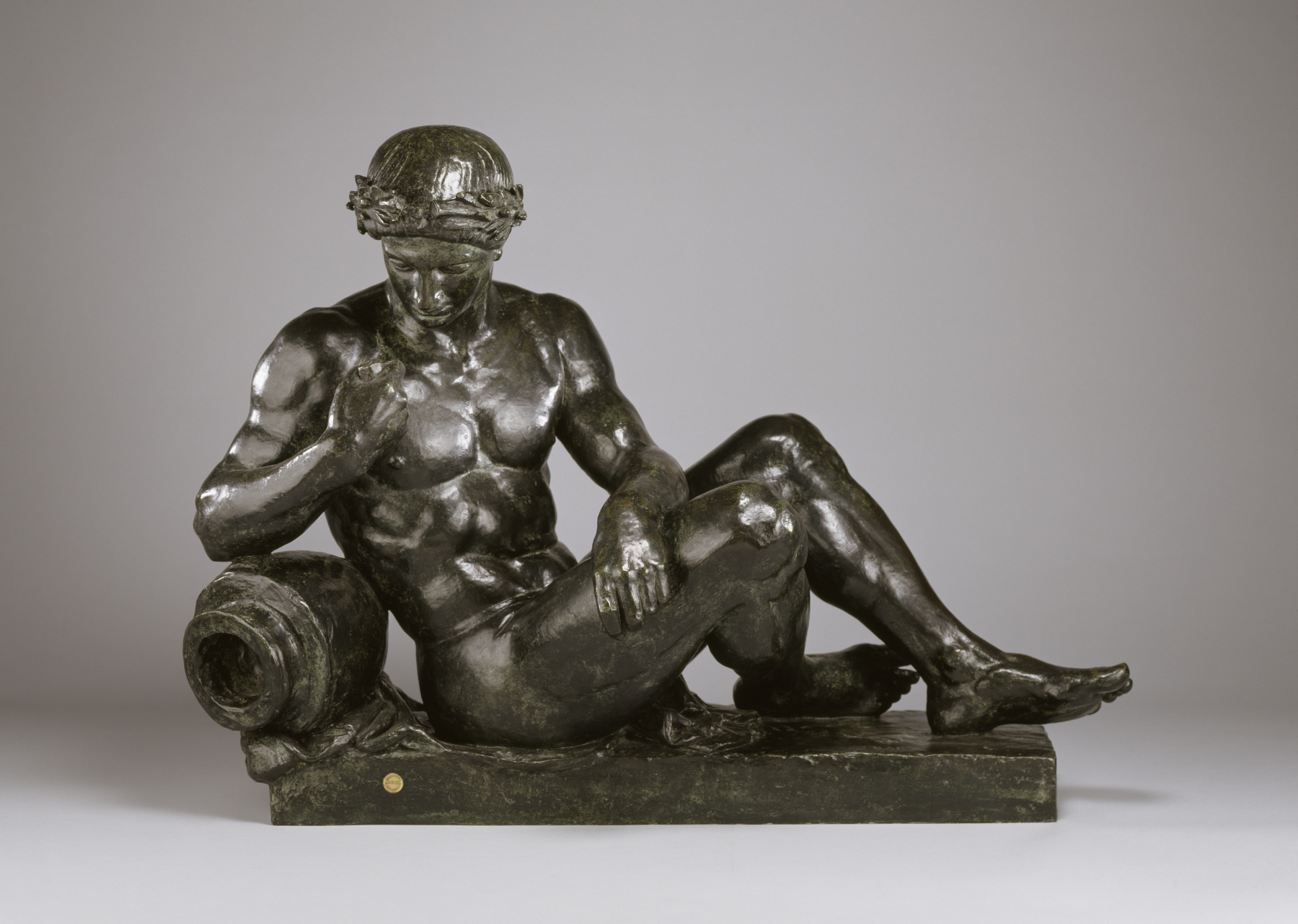
Речной бог. По модели А.-Л. Бари. 1867—1876. Бронза, патинирование
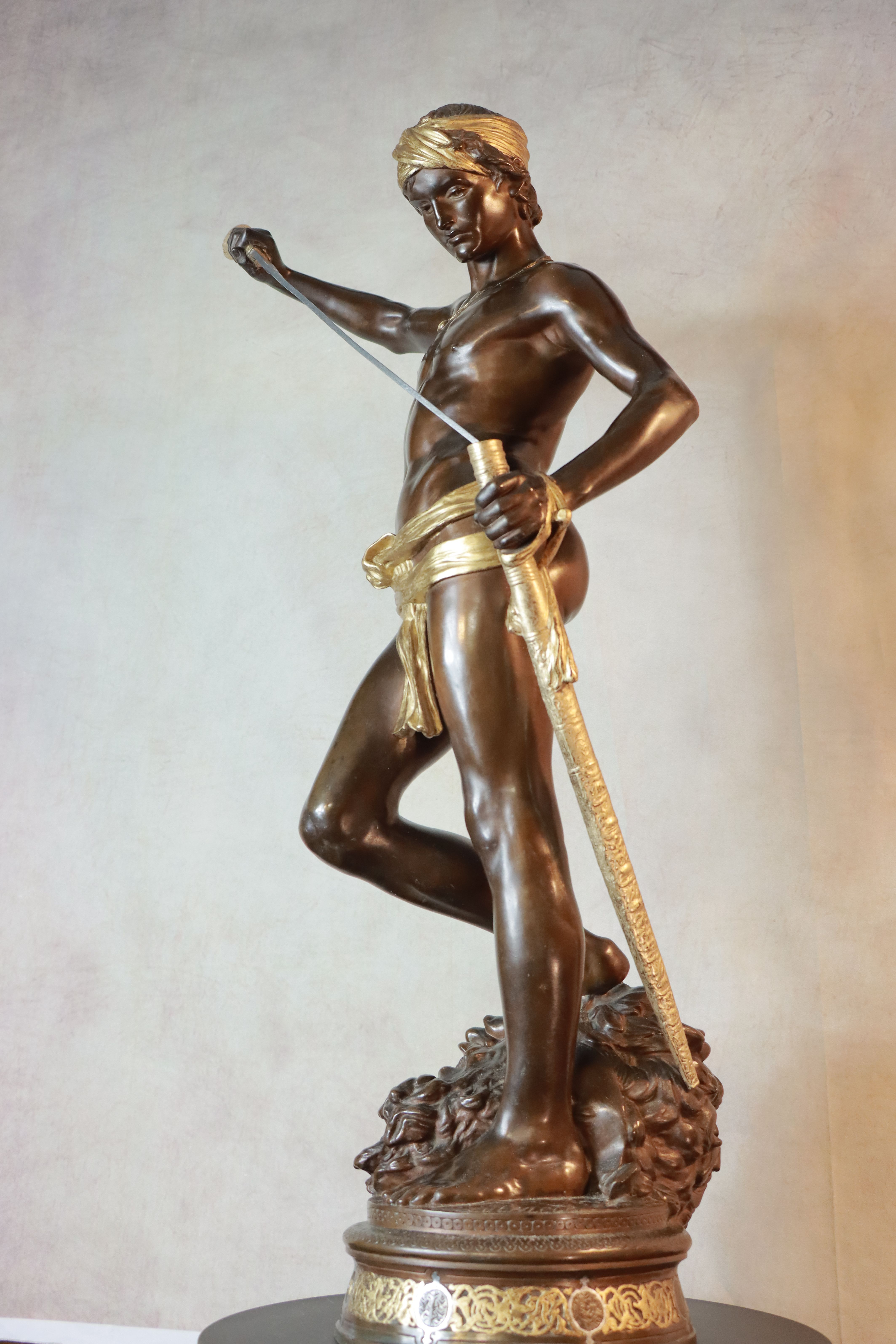
Давид, победивший Голиафа. По модели А. Мерсье. Бронза
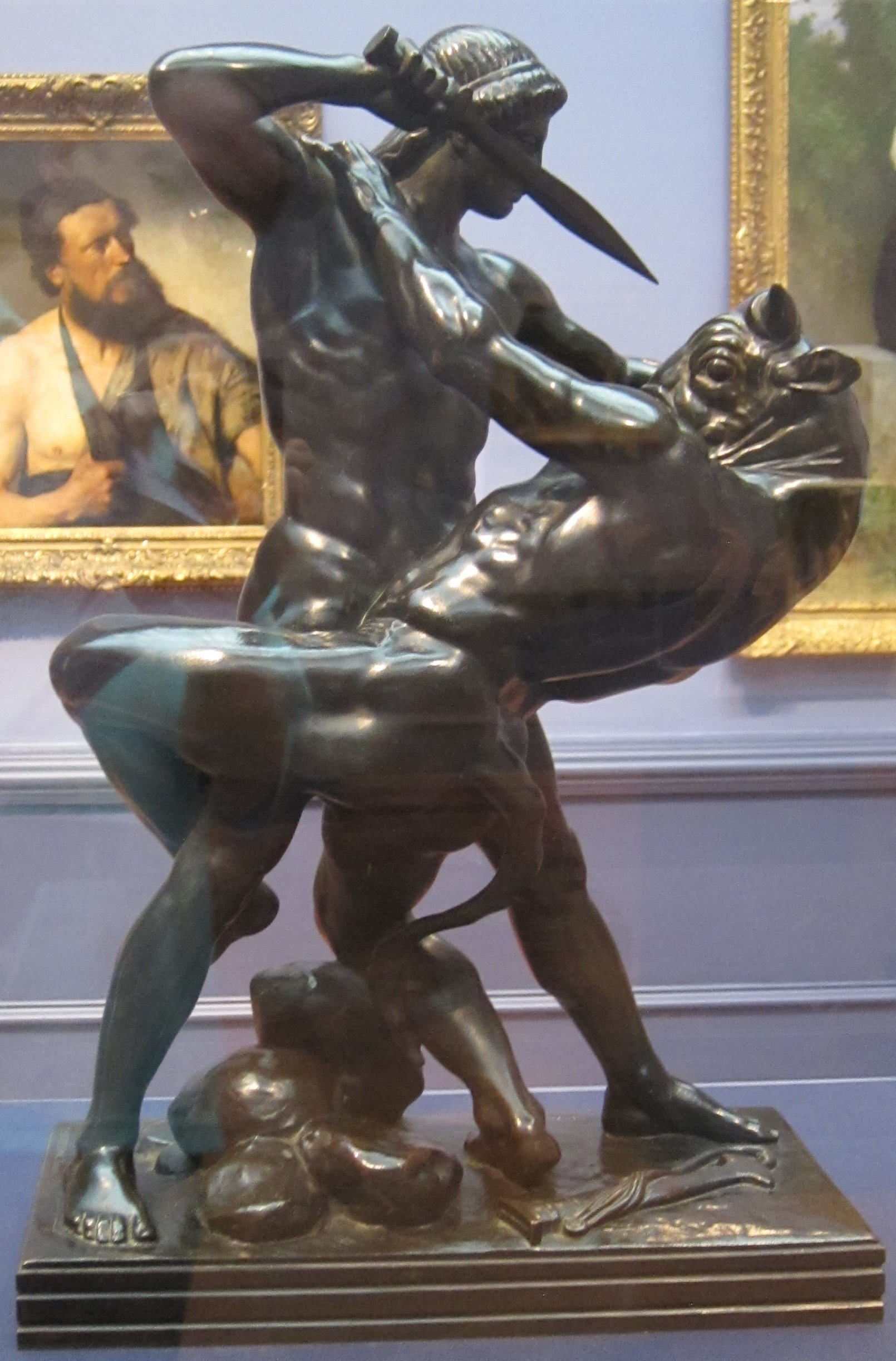
Тезей, сражающийся с Минотавром. По модели А.-Л. Бари. 1876. Бронза, патинирование
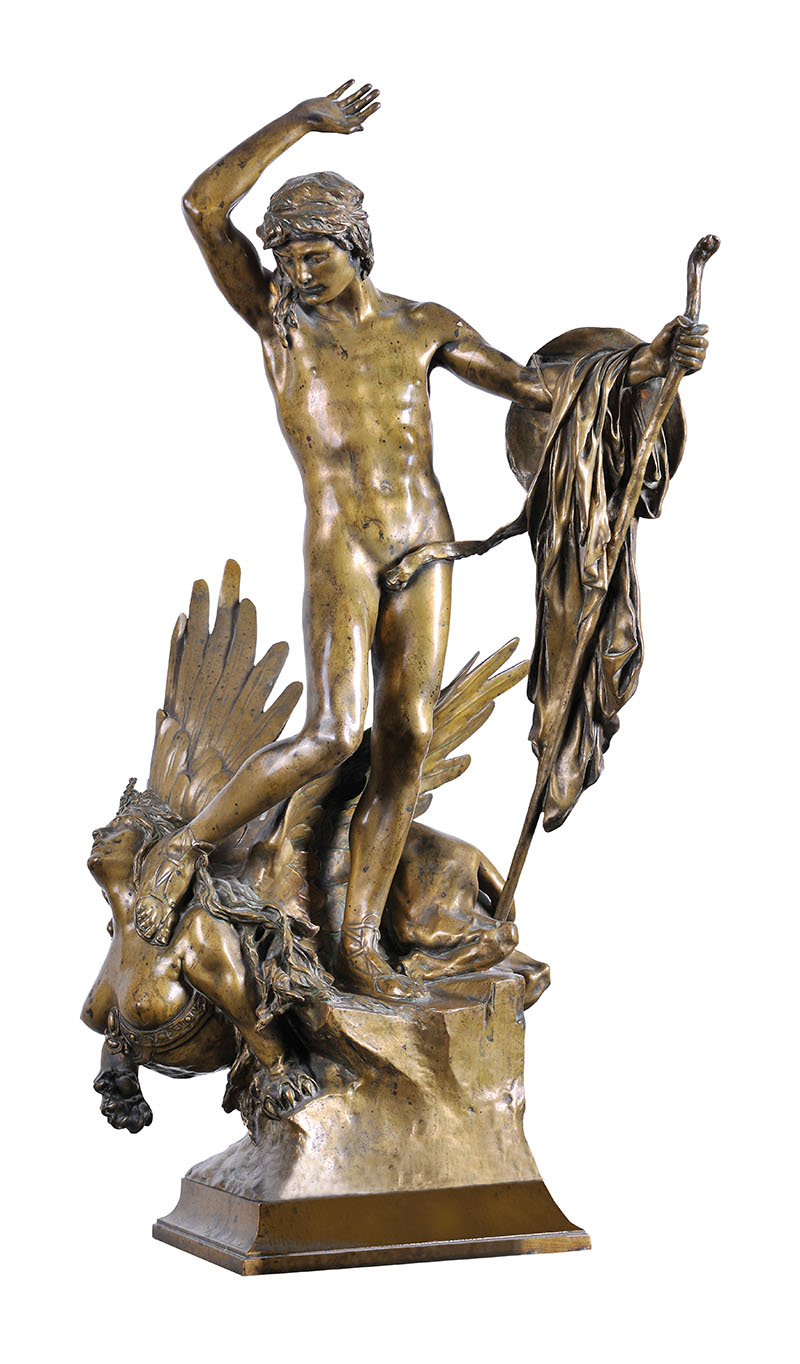
Эдип и Сфинкс
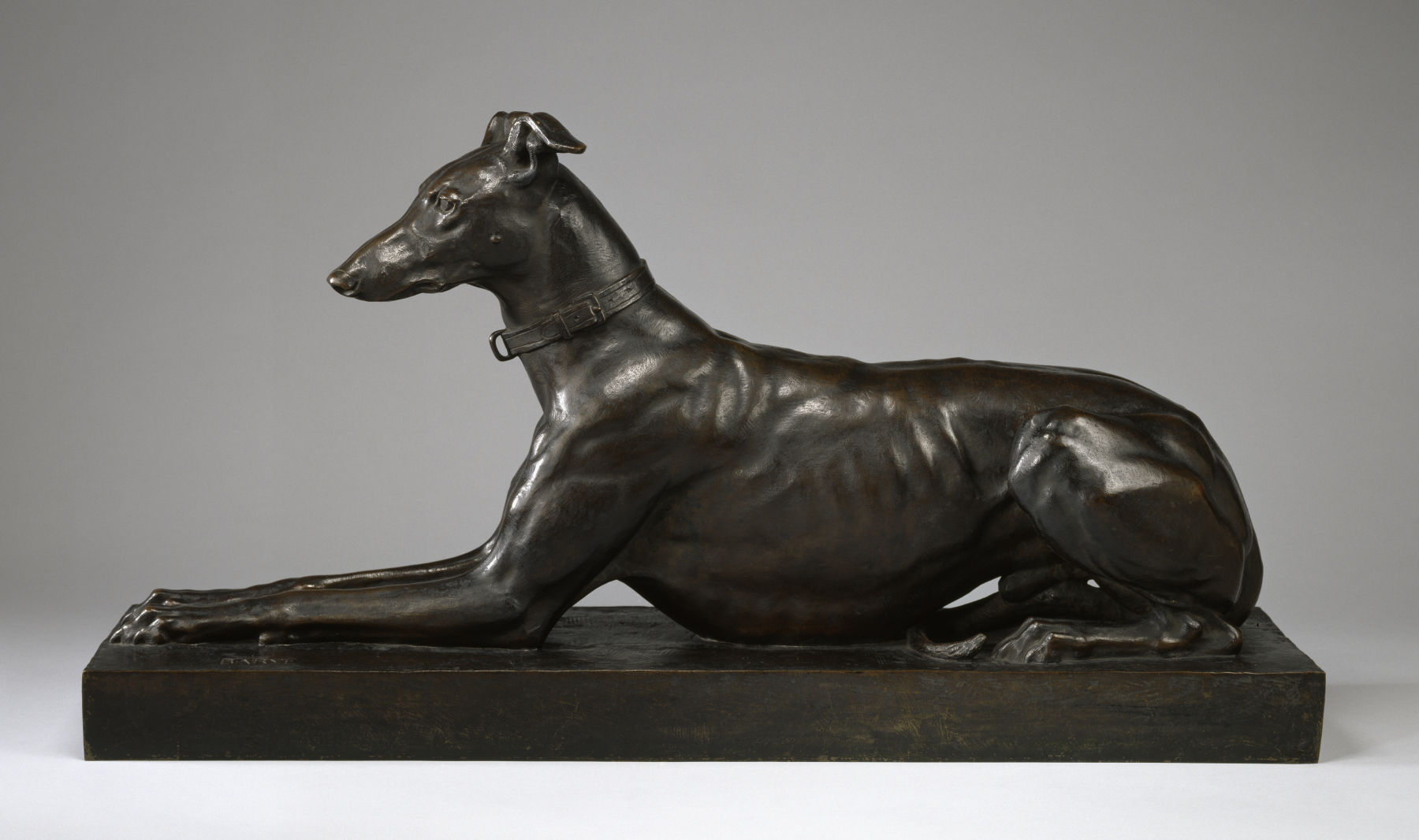
Борзая. 1875. По модели А.-Л. Бари. 1876. Бронза, патинирование
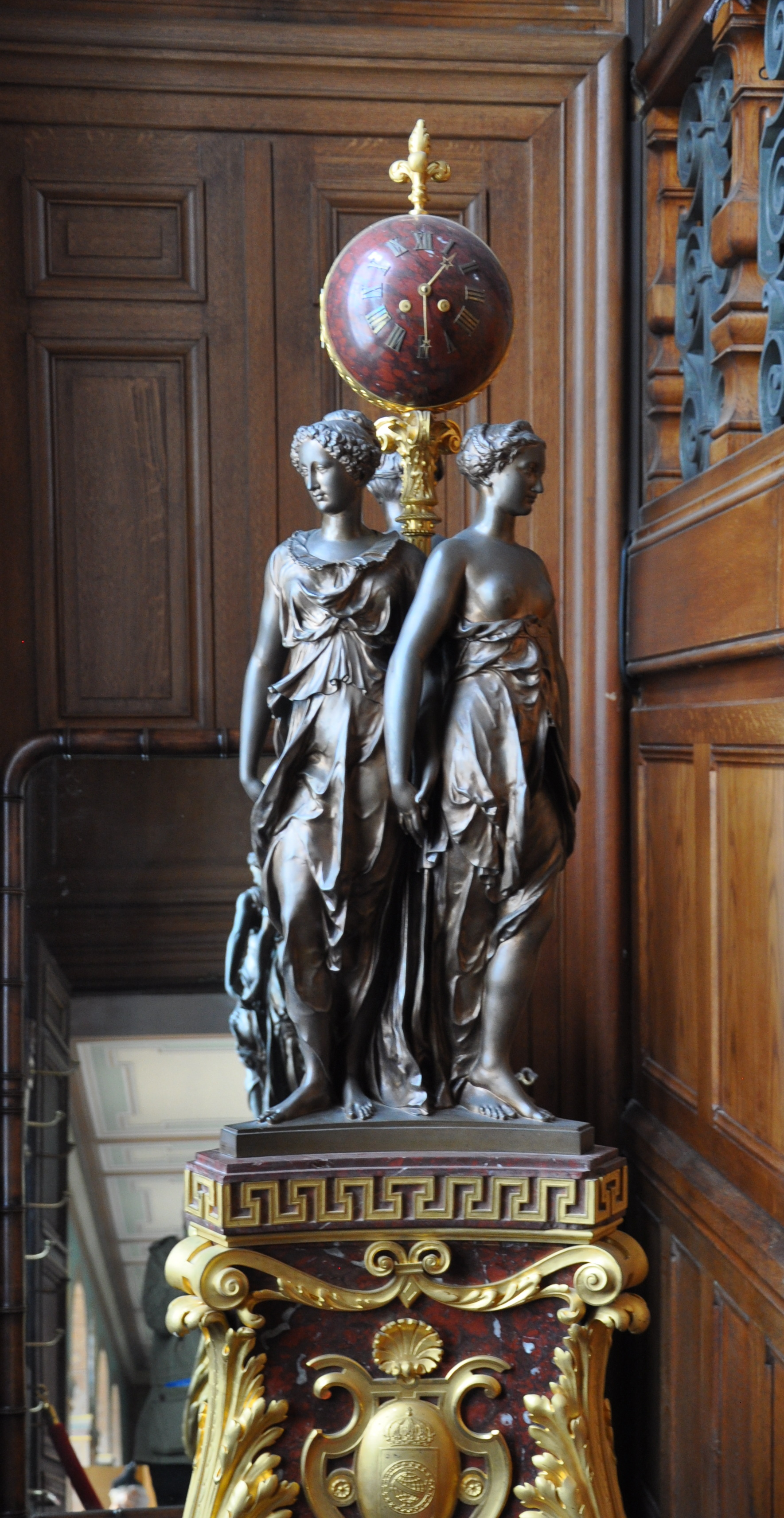
Часы "Три грации". По оригиналу Ж. Пилона. Бронза. Музей Шато д'Э, Франция
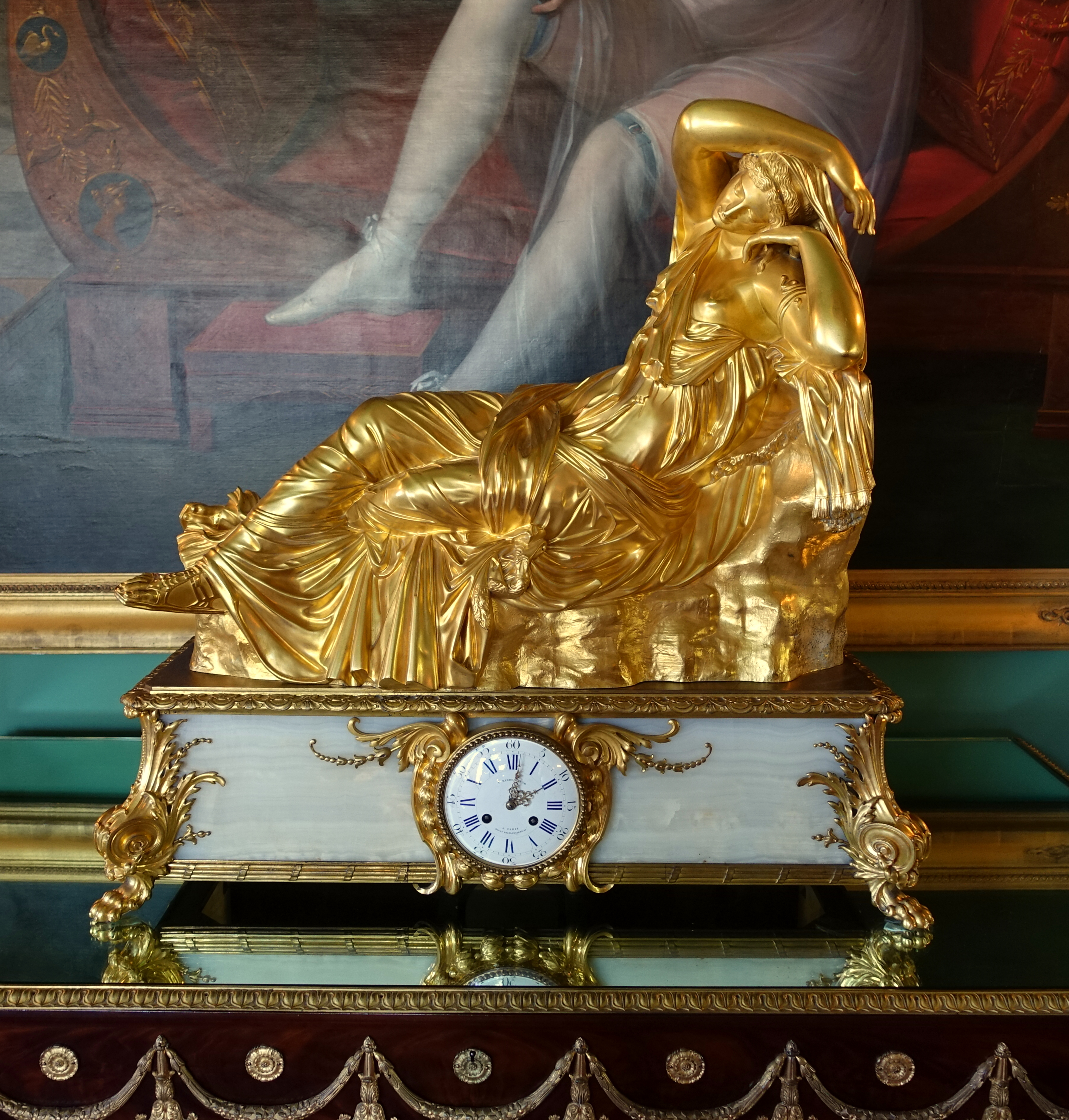
Часы с фигурой «Спящей Ариадны»
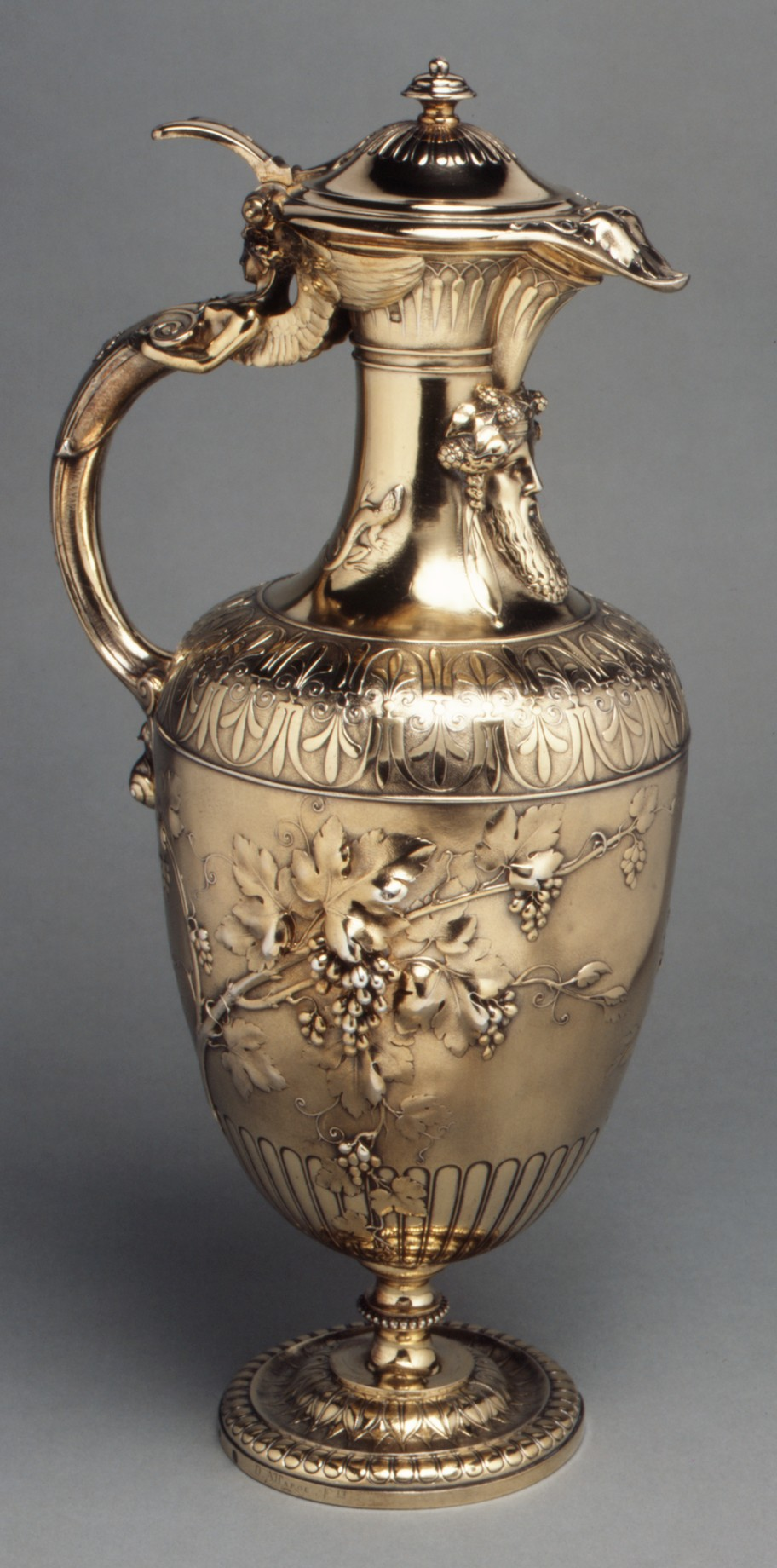
Кувшин. 1875. Серебро, золочение
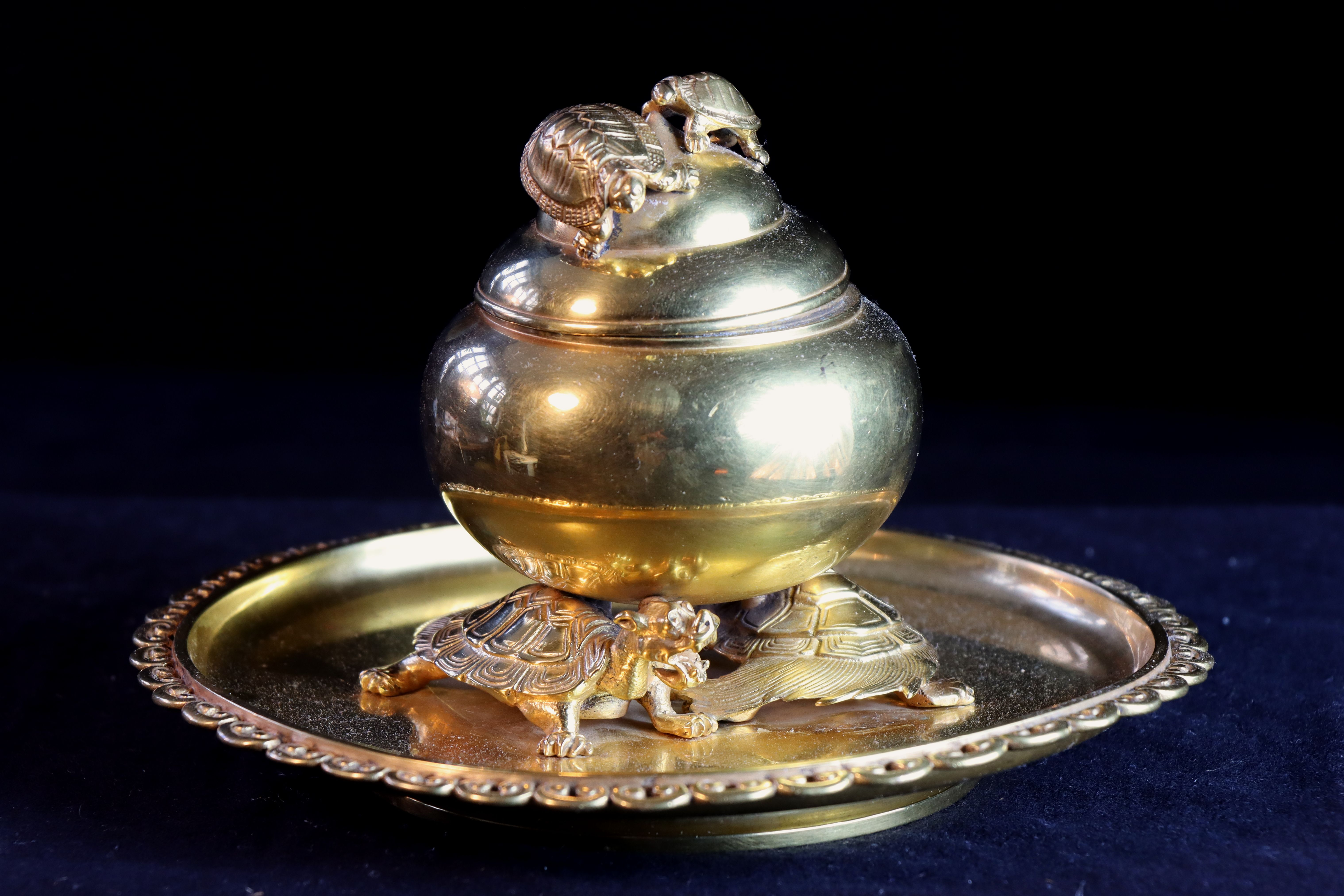
Чернильница с черепахами. 1875. Бронза